# Lengyel Miklós (fotóművész)
Lengyel Miklós magyar divatfotós, képszerkesztő, fotóművész.

## Élete
Amikor képszerkesztő lett, Magyarországon még alig volt ilyen állás. Az Ez a Divat szerkesztőségénél volt az újság képszerkesztője, fotósa. Az Ez a Divat "kizárólagos" fotósa volt. Egyetlen fotós a divatszakmában, aki divatfotósként a lapnál kezdett dolgozni és a megszűnéséig maradt is. Eleinte szinte egyedüliként volt ott fotográfus, később jöttek fiatalok is: külsős  Módos Gábor; Bacsó Béla, Fábri Péter, Fenyő János, Novotta Ferenc, Rákoskerti László, és Vincze Péter.
A Keleti pályaudvar közelében, a Garay utcában egy házban volt sokáig a műterem. Eleinte a szerkesztőségnek egy 5×6 méteres irodája volt. Aztán megkapták a mellette lévő, 5×2,5 méteres szobát. Ez volt a „műterem” és az öltöző is. Végül a műterem mégis annyira sikeres lett, hogy önálló egységgé nőtte ki magát.
Nagyon komoly verseny alakult ki a fotósok közt. A mennyiséget tekintve Lengyel Miklós vezetett, bár a fizetése attól nem lett nagyobb, ha többet dolgozott.
Amikor Lengyel Miklós az Ez a Divat szerkesztőségéhez került, az 1970-es, 1980-as években Zsigmond Márta volt a havilap főszerkesztője. Akkoriban a magyar sajtó tele volt bélyeg nagyságú fotókkal. Zsigmond Márta belátta, hogy egy divatlapban akkor jó a kép, ha az olvasó rögtön látja rajta, hogy mi a mondanivalója. Emiatt az Ez a Divatban mindig sokkal több kép szerepelt, mint bárhol máshol a magyar sajtóban. Az Ez a Divat még az igazi képes hetilapként indított Képes 7-nél is nagyobb arányban közölt fotókat.
Az újságírókkal is együtt dolgoztak. Divatfotóst vagy divatújságírót nem is képeztek sehol. Ennek ellenére megjelent az újságban olyan képsorozat, amelyik hat kolumnát, hasábot is kitett. Az akkori sajtóban az páratlanul nagy fotóesszének számított.
Tudósított például 1975-ben a Trogirban megrendezett sokszínű  divatfesztiválról, ahol például párizsi, moszkvai, londoni, malmői és mexikói kreációk mutatkoztak be, ahol Magyarországot Dombrády Éva és Lajkovits Ági, utóbbi a második helyezett lett, manökenek képviselték, de a MODEFEST nemzetközi divatfesztiválról is, (Hvar) 1976., ahol  Lantos Piroska szintén a második helyezést érte el. Képes beszámolóval jelentkezett Lengyel Miklós fotóművész az eseményekről.
Zsigmond Márta 1989 körül visszavonult, a rendszerváltáskor Medgyessy Ildikó lett a lap főszerkesztője. Az ezt követő médiapiac-változás azonban megpecsételte a lap sorsát. Mivel nem volt befektető, 1993-ban ideiglenesen meg is szűnt, pedig az új főszerkesztőnek komoly rálátása volt a nemzetközi divatlappiacra. Megváltoztatta az újság külsejét azáltal, hogy az ofszet is bekerült a mélynyomás mellé. Bár a lap korszerűbb lett, további nehézséget jelentett, hogy idővel egyre több divatlap jelent meg.
A változások miatt akkoriban sok fotós lett munkanélküli. Lengyel Miklós egy új lap, a Bontonton készítésébe kezdett, de a negyedik száma már ki sem került az utcára. A kiadó tönkrement.
53 évesen munkanélküli lett, és vonult vissza - több, sikertelen munkahelykeresés után kiábrándultan – a divat- és műtermi fotózásból.
Lengyel Miklós szinte az akkori modellek mindegyikével dolgozott.